# Lubuk Gung
Lubuk Gung is een bestuurslaag in het regentschap Kaur van de provincie Bengkulu, Indonesië. Lubuk Gung telt 192 inwoners (volkstelling 2010).